# Кавярзе
Кавярзе (в верховье Кобза; устар. Хоарзе) — река в России, протекает по Краснодарскому краю. Устье реки находится в 88 км по левому берегу реки Псекупс. Длина реки составляет 25 км, площадь водосборного бассейна — 148 км².
Система водного объекта: Псекупс → Краснодарское водохранилище → Кубань → Азовское море.

## Притоки
- Карапетова Щель (правый)[3]
- Тхамашинка (левый)[3]
- Тхамахинская Щель (левый)[4]
- Арахелова Щель (правый)[4]

## Данные водного реестра
По данным государственного водного реестра России относится к Кубанскому бассейновому округу, водохозяйственный участок реки — Кубань от города Усть-Лабинск до Краснодарского гидроузла, без рек Белая и Пшиш, речной подбассейн реки — подбассейн отсутствует. Речной бассейн реки — Кубань.
Код объекта в государственном водном реестре — 06020001312108100005446.